# Melzow
Melzow ist ein zum Ortsteil Warnitz gehörender Wohnplatz der Gemeinde Oberuckersee im Landkreis Uckermark in Brandenburg. Bis zur Eingemeindung nach Warnitz am 1. Januar 1970 war Melzow eine eigenständige Gemeinde.

## Lage
Melzow liegt in der Uckermark am westlichen Rand des Melzower Forst, jeweils 17 Kilometer Luftlinie südlich von Prenzlau und nordwestlich von Angermünde. Umliegende Ortschaften sind Trumpf im Norden, Meichow im Nordosten, Polßen im Osten, Grünheide im Südosten, Pfingstberg und Stegelitz im Süden, Suckow im Westen sowie Warnitz im Nordwesten.
Melzow liegt an einem Abzweig der Kreisstraße 7315, die nördlich des Ortes verläuft. Die Bundesautobahn 11 führt östlich am Ortsgebiet vorbei, deren Anschlussstelle Warnitz ist etwa vier Kilometer entfernt. Westlich von Melzow liegt die Bahnstrecke Berlin–Stralsund.

## Geschichte

### Frühgeschichte bis 16. Jahrhundert
Das Ortsgebiet um Melzow wurde in der Jungsteinzeit besiedelt, was durch einen Bestattungsplatz der Trichterbecherkultur aus der Zeit um 3700 v. Chr. auf einem hoch gelegenen Geländerücken belegen lässt. Später siedelten sich slawische Kolonisten in Melzow an. Erstmals urkundlich erwähnt wurde der Ort im Zusammenhang mit Schossschulden im Jahr 1540 mit der Schreibweise Melsow, der Ortsname geht auf den slawischen Personennamen „Milesch“ zurück. Bereits ein Jahr vor der ersten Erwähnung kam Melzow im Zuge der Auflösung des Klosters Gramzow an das Klosteramt Gramzow-Seehausen. Experten vermuten jedoch, dass Melzow vermutlich bereits ab 1354 im Besitz des Klosters war, allerdings erschien es nicht im Landbuch Karls IV. Nach der Reformation kam das Dorf in den Jahren 1542/1543 bis 1872 zum Amt Gramzow. Im Jahr 1573 lebten im Dorf elf Personen, von denen drei je 1⁄2 Hufe bewirtschafteten; fünf Jahre später wurde von zehn Kossäten und einem Hirten und zwei Hufen berichtet. Im Jahr 1592 lebten im Dorf drei Hufner mit je zwei Hufen, darunter ein Setzschulze. Neun Kossäten besaßen Land, ein neu Hinzugezogener nur „wenig“. Die Kirche besaß einen Acker mit zwei Feldern, die vier und drei Morgen (Mg) groß waren. Außerdem erhielt sie Stättegeld, war also berechtigt, einen Markt abzuhalten und damit Einkünfte zu erzielen. Mittlerweile gab es außerdem ein 222 Mg großes Vorwerk, das sich in drei Felder aufteilte, die mit 3 1⁄2 Wispel Roggen-, vier Wispel 18 Scheffel Gersten- und 3 1⁄2 Wispel Hafersaat bewirtschaftet wurden. Es gab mehrere Wiesen, von denen eine als Bolbrucke, eine andere als Bisenberge bezeichnet wurden. Die Bewohner ernteten 141 Fuder Heu und hielten 80 Haupt Rindvieh sowie 2 1⁄2 Schock Schweine. Es gab zwei Kohlgärten sowie einem Hammelstall für die Schäferei Blankenburg, in dem bis zu 400 Hammel gehalten wurden.

### 17. Jahrhundert
Im Jahr 1624 lebten im Dorf drei Bauern, die sechs schossbare Hufen bewirtschafteten. Im Jahr 1650 kam es zur Vererbpachtung des Amtes Gramzow, das auch das Dorf und Vorwerk Melzow umfasste. Für das Jahr 1663 wurde lediglich noch von einem Bauern und einem Kossäten berichtet, die im Vorwerk Dienste leisten mussten. Ein Jahr später errichteten sie einen neuen Hammelstall, der zehn Gebinde umfasste und für die Schäferei Blankenburg zur Verfügung stehen sollte. Außerdem entstand eine Schäferhütte; der offenbar wenig ertragreiche Acker aus Neuhof kaum zum Vorwerk. Bis 1680 hatte sich das Dorf immer noch nicht von den Auswirkungen des Dreißigjährigen Krieges erholt. Von den drei Hufnerhöfen lagen zwei wüst, ebenso sieben der zehn Kossätenhöfe. Vier Jahre später wurde Melzow als Flecken bezeichnet, da ein Jahrmarkt stattfand.

### 18. Jahrhundert
Im Jahr 1703 lebten im Ort der Schulze sowie zehn Personen, darunter zwei Franzosen, ein Hirt sowie ein Schmied. Bis 1711 waren es drei Hufner, zehn Kossäten und ein Hirte, der jedoch kein Vieh besaß. Sie zahlten für sechs Hufen je 9 Groschen (gr) und 7 Pfennig (d). Bis 1731 war die Anzahl der Bewohner auf zwei Zweihufner (darunter den Schulzen), zwei Einhufner (ein Franzose und ein Schütze) sowie zehn Kossäten angewachsen. Es gab drei Freileute und einen Krug. Das Dorf war sechs Hufen groß, das Vorwerk 698 Mg. Im Jahr 1735 gab es vier Bauern, neun Kossäten, 15 Häuslinge sowie eine Schmiede, einen Leineweber, einen Schäfer, einen Hirten sowie 15 Knechte und sechs Mägde. Der Unterförster in Melzow besaß eine Bauernhufe und einen Kossätenhof und bewirtschaftete 22 Mg Land (1744). Im Jahr 1748 lebten im Dorf zwei Zweifhufner (darunter der Schulze), zwei Einhufner (darunter der Schütze), zehn Kossäten (darunter ein Schmied) sowie vier Freiheute, acht Paare und zehn einzelne Einlieger. Es gab einen Krug, der dem Schulzen gehörte sowie den bereits erwähnten Unterförster. Die landwirtschaftlichen Erträge dürften nicht sehr hoch gewesen sein, denn die Statistik berichtet davon, dass der Acker „nicht sehr gut“ sei und größtenteils mit Eichen bewachsen. Das Vorwerk war mittlerweile 614 Mg groß und bestand zu 485 Mg aus Acker, 3 Mg Garten und 126 Mg Wiese. Dort standen zehn Kühe und fünf Stück Güstevieh. Bis 1773 waren im Vorwerk Kolonisten eingezogen. Im Dorf lebten 14 Kossäten, darunter einer mit einer Hufe sowie 13 mit je 2⁄5 Hufen sowie vier Büdner (darunter der Schmied). Das Vorwerk wurde unter sieben Kolonisten aufgeteilt. Im Dorf wurden 1775 insgesamt 36 Feuerstellen betrieben; es gab 13 Kossäten sowie 26 Büdner, Einlieger und andere Einwohner.

### 19. Jahrhundert
Im Jahr 1801 bestand Melzow aus dem Dorf und dem Erbpachtvorwerk mit acht Halbbauern, zehn Ganzkossäten, drei Büdnern und 24 Einliegern. Es gab eine Schmiede und einen Krug sowie einen königlichen Unterförster im Gramzowschen Revier. Das Dorf war nach wie vor sechs Hufen groß; es wurden 50 Feuerstellen betrieben. Bis 1840 war es auf 65 Wohnhäuser angewachsen und 2027 Mg groß: 10 Mg Gehöfte, 52 Mg Gartenland, 1624 Mg Acker und 341 Mg Wiese (1860). Kurz darauf erhielt der Kolonist Mohr die Konzession, einen Ziegelofen anzulegen (1849). Dieser bestand im Jahr 1855 fort; es gab weiterhin sechs Händler, einen Krüger, einen Schankwirt und einen Bäcker. Die Schneidemühle besaß eine Säge und wurde von Springwasser angetrieben. Diese Mühle erschien im Jahr 1860 als Abbau. Im Dorf standen vier öffentliche, 69 Wohn- und 120 Wirtschaftsgebäude. Das Vorwerk gehörte zum Schutzbezirk Melzow des Forstgutbezirks Gramzow. Im Jahr 1882 gab es ein Bauerngut mit einer Größe von 305 Mg. Sechs weitere Güter waren zwischen 100 und 300 Mg groß (zusammen 775 Mg), acht Kossätenhöfe zwischen 30 und 100 Mg (zusammen 582 Mg) sowie sechs Büdner zwischen 5 und 30 (zusammen 42 Mg); hinzu kamen 31 Besitzungen unter 5 Mg (zusammen 34 Mg). Zum Ende des 19. Jahrhunderts setzte sich die Bezeichnung Melzow durch. In dieser Zeit gab es vier Bauern, sieben Kossäten, sieben Büdner, zwei Schmiedemeister, zwei Gastwirte, einen Schankwirt, einen Mühlenmeister, zwei Bäckermeister, einen Bäckergesellen, zwei Maurer, zwei Maurer und Büdner, einen königlichen Förster, einen Lehrer, einen Bahnarbeiter, zwei Altsitzer und drei Rentner.

### 20. und 21. Jahrhundert
Zur Jahrhundertwende standen im Dorf 75 Häuser; 1931 waren es 89 Wohnhäuser. Acht Jahre später gab es einen land- und forstwirtschaftlichen Betrieb, der größer als 100 Hektar (ha) war, acht zwischen 20 und 100 ha, sechs zwischen 10 und 20 ha, fünf zwischen 5 und 10 ha sowie 50 zwischen 0,5 und 5 ha.
Nach dem Zweiten Weltkrieg wurden im Rahmen der Bodenreform 1946 insgesamt 201 ha enteignet und aufgeteilt. Nach der Bodenreform gab es 27 Betriebe zwischen 0 und 1 ha, 2 zwischen 1 und 5 ha, 12 zwischen 5 und 10 ha, 4 zwischen 10 und 15 sowie acht aufgestockte Betriebe. Bis 1952 gehörte Melzow zum Landkreis Angermünde, der bis 1946 zum preußischen Regierungsbezirk Potsdam gehörte. Im Jahr 1952 gründete sich eine LPG Typ I mit elf Mitgliedern und 68 ha Fläche, die zwei Jahre später in eine LPG Typ III umgewandelt wurde. Diese hatte 1960 insgesamt 66 Mitglieder und 435 ha Fläche. Außerdem gab es eine LPG Typ I mit neun Mitgliedern und 32 ha Fläche, die 1967 an die LPG Typ III angeschlossen wurde. Die LPG in Grünheide, Neuhof und Warnitz schlossen sich 1969 an die LPG Typ III an; 1976 kam die LPG in Heidehof hinzu. Im Jahr 1978 gab es im Dorf die KAP Blankenburg Abteilung Melzow, den Mühlenmischbetrieb Melzow und den staatlichen Forstwirtschaftsbetrieb Templin, Revierförsterei Melzow. Im gleichen Jahr gründete sich die LPG Tierproduktion Melzow. Nach der DDR-Kreisreform kam die Gemeinde an den Kreis Prenzlau im Bezirk Neubrandenburg. Am 1. Januar 1970 wurden Melzow und das benachbarte Grünheide nach Warnitz eingemeindet. Nach der Wende gehörte Melzow dem Landkreis Uckermark an.
Am 31. Dezember 2001 fusionierte die Gemeinde Warnitz mit Blankenburg, Potzlow und Seehausen zu der neuen Gemeinde Oberuckersee.

## Sehenswürdigkeiten

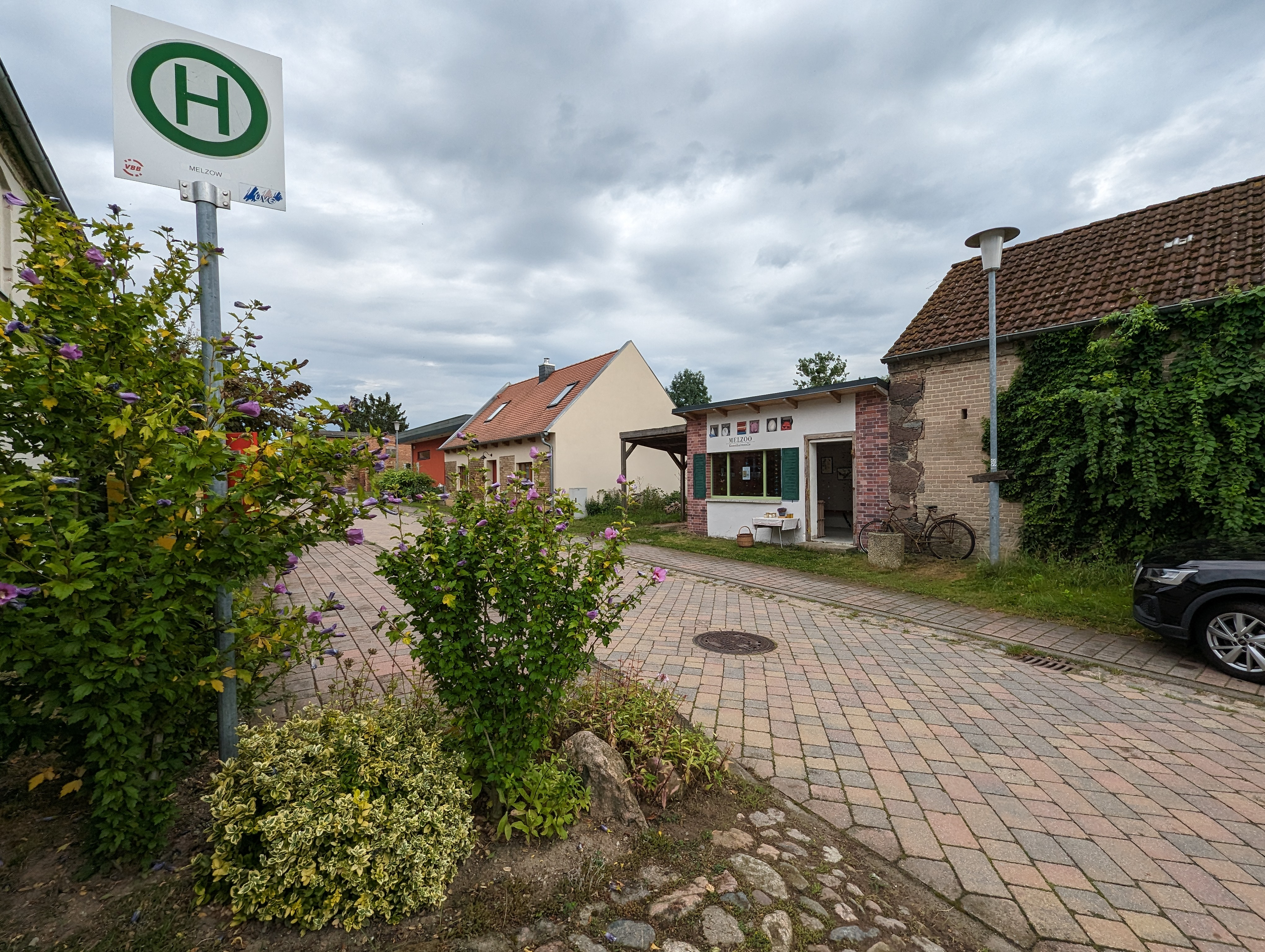
Kunstprojekt Kunsthalstelle MELZOO

- Die evangelische Dorfkirche Melzow wurde im 13. Jahrhundert errichtet. Sie ist ein rechteckiger Feldsteinbau mit verbrettertem westlichem Dachturm aus dem 18. Jahrhundert. Die Fenster wurden nachträglich rundbogig vergrößert, an der Ostwand befindet sich eine Dreifenstergruppe. Die Kirche verfügt über einen hölzernen Altaraufsatz aus dem 16. Jahrhundert, der zwischen 2005 und 2007 saniert wurde.[8]
- Das Forsthaus Melzow (Friedhofstraße 13) ist ein Lehmziegelbau mit Krüppelwalmdach aus dem frühen 19. Jahrhundert. Zu dem Forsthaus gehören mehrere Wirtschaftsgebäude, darunter ein Stall aus dem Jahr 1796 sowie eine alte Waschküche aus dem Jahr 1908.

## Einwohnerentwicklung
| Jahr | Einwohner |
| ---- | --------- |
| 1875 | 685       |
| 1890 | 593       |
| 1910 | 575       |

| Jahr | Einwohner |
| ---- | --------- |
| 1925 | 625       |
| 1933 | 584       |
| 1939 | 534       |

| Jahr | Einwohner |
| ---- | --------- |
| 1946 | 591       |
| 1950 | 663       |
| 1964 | 450       |

Gebietsstand des jeweiligen Jahres

## Mit Melzow verbundene Persönlichkeiten
- Bernd Janowski (1957–2023), deutscher Fotograf, Mitbegründer des Förderkreises Alte Kirchen Berlin-Brandenburg e. V., Herausgeber der Buchreihe Kirchen im ländlichen Raum und Autor.

## Vereine
- Freunde der Melzower Kirche e. V.